# 廖中莱
丹斯里廖中莱（1961年10月13日—），马来西亚政治人物，第10任马华公会总会长。他也是前彭亨文冬国会议员、前马来西亚交通部长和前马来西亚卫生部长等職，并在2018年马来西亚大选被黄德击败后裸退，成为普通党员。2013年的大选停电事件令其形象受损，而之后該事件虽然被证实为假新闻，但大部分人民联盟（现希望联盟）支持者仍认为其以及国阵通过停电的手段来保住政权。

## 政治生涯

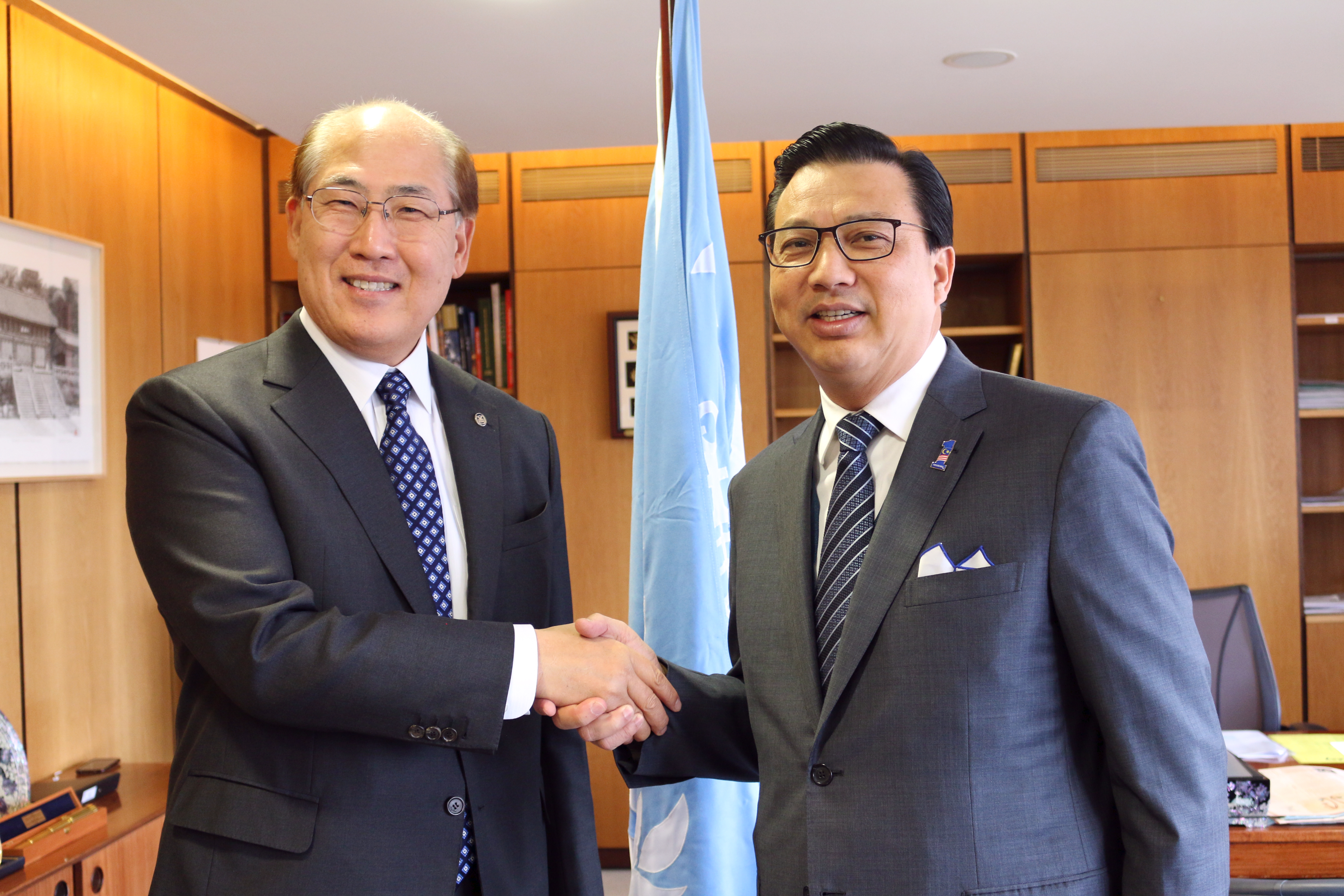
2017年11月29日廖中莱在伦敦与国际海事组织秘书长林基泽会面

廖中莱在马六甲野新县出生，祖籍中國廣東省梅州市大埔县三河镇，曾在马来西亚国立大学考获理科营养学系学士学位，后于马来亚大学考获工商管理硕士。1981年，廖中莱加入马华公会，成为马六甲州武吉峇汝（Bukit Baru）支会的一名普通党员。在1983年，他成为了马来西亚青年运动的会员，並於1986年出任八打灵再也主席。1993年至1996年，廖担任青运的中央委员。
1999年，廖中莱成功当选为文冬国会议员。于2004年和2008年的全国大选继续受到文冬人民的委托，蝉联文冬国会议员。
廖中莱于2005年出任马青总团长，马华前总会长林良实长子林熙隆则任马青署理总团长。2006年，他被委任为马来西亚青年及体育部副部长。2008年，出任卫生部长。他于同年党选转换跑道，成功当选马华公会副总会长。过后他受委为马华公会槟城州联委会主席，肩负起重夺槟州政权的重任。
他于2009年10月15日召开的马华中委会议，受委出任马华公会署理总会长，并于2010年3月28日举行的特别代表大会选举中成功中选为署理总会长。2013年大选，廖中莱以379张多数票击败民主行动党对手黄德，继续担任文冬国会议员，大选期间他因“大选停电事件”相关谣言而被嘲讽为暗中来。同年年12月21日，廖中莱成功击败对手颜炳寿和翁诗杰，成功當选第十任马华公会总会长。2014年6月25日，廖中莱被任命为新一任交通部长。
2018年4月27日，前首相马哈迪·莫哈末前往浮罗交怡时，机师在飞机起飞前证实飞机出了故障并且不能立即修理，马哈迪声称此次故障是国阵阻止他提名的阴谋，廖中莱下令民航局立即展开调查。同年5月9日马来西亚大选中，廖中莱再次上阵文冬国会议席寻求守土，唯最后以2,032票不敌希望联盟候选人黄德，宣告蝉联失败。5月11日，廖中莱宣布为马华公会败选负责，并将不会参与新一届马华公会党选，也不寻求蝉联总会长职，寻求人民的谅解。

## 争议

### 2013年大选停电事件
在2013年马来西亚大选中，廖中莱继续连任文冬国会议员。而在之后网上即刻传出廖中莱靠“停电关灯”将幽灵选票引入计票所的传闻，此谣言之后更获马来西亚电视台AstroAEC主播颜江瀚在当晚的开票直播节目报导，而其本身也在脸书转发该消息，引发轩然大波。对此，当晚身在计票中心的前人民联盟民主行动党美律区州议员邹宇晖（现都赖州议员）予以否认，澄清计票中心并没有停电也没有在最后关头出现可疑票箱，并呼吁民众勿散播不实消息。之后，颜江瀚为传播不实消息做出道歉。

### 前任总会长批评
2015年9月23日，马华前总会长蔡细历召开新闻发布会时炮轰廖中莱软弱和避重就轻，没有落实当初的“当家当权”承诺，反而只看见马华总部进行装修，以改善风水。他说：“我这两年里保持沉默，以示支持廖中莱转型（马华）；我没看到任何转型，只看到马华总部有大型装修，改善大门口的风水。”他指出，自己忍了两年才炮轰廖中莱，是因为应该让他（廖中莱）有两年的表现机会，可是后者回避重大课题，很软弱。

### 对林良实诽谤案的态度
2015年10月27日，时任首相纳吉·阿都拉萨入禀法庭马华前总会长林良实诽谤，纳吉在诉状中指控，林良实于该年10月3日出席一项拉曼大学学院活动时，指责他滥用一个马来西亚发展有限公司（1MDB）资金的诽谤言论。廖中莱在此事件中多次以这是林良实的立场（不代表马华立场）来回应，引起党内外的批评。槟城首席部长林冠英曾表示，民主行动党看不过眼林良实因发表言论而被纳吉起诉，并称若廖中莱不肯捍卫林良实，行动党将会挺身而出提供援助。

### 开除巫统论
2018年9月23日，廖中莱说，若巫统采取种族宗教神权路线，马华可以开除巫统。他在马华雪州代表大会致辞时直言：
|  | 国阵代表着中庸的理念，一旦国阵成员党，包括巫统，若走向种族宗教神权极端，那么我们其实有两个选择。 |

|          | 第一就是解散国阵，因为国阵已不再是种族宗教和谐了。第二种做法就是开除巫统，我们作为一个中庸的政党，为什么我要离开国阵？为什么我不能够开除巫统？ |
| ——廖中莱 | |

由于马华在当时只剩下1个国会议席，而巫统则有49个国会议席，他的言论引起了其党内政敌蔡细历和颜炳寿等人的嘲讽。

## 选举成绩
| 年份 | 选区           | 候选人 | 候选人             | 得票数 | 得票率 | 竞选对手                   | 竞选对手                   | 得票数 | 得票率 | 总票数 | 多数票 | 投票率 |
| ---- | -------------- | ------ | ------------------ | ------ | ------ | -------------------------- | -------------------------- | ------ | ------ | ------ | ------ | ------ |
| 1999 | 彭亨 P083 文冬 |        | 廖中莱（马华公会） | 23,104 | 63.92% |                            | 阿都华合苏丁（公正党）     | 12,389 | 34.27% | 36,996 | 10,715 | 72.59% |
| 2004 | 彭亨 P089 文冬 |        | 廖中莱（马华公会） | 27,144 | 72.02% |                            | 阿布峇卡勒拜苏丁（行动党） | 10,305 | 27.34% | 38,689 | 16,839 | 73.46% |
| 2008 | 彭亨 P089 文冬 |        | 廖中莱（马华公会） | 25,134 | 66.35% |                            | 波努沙米（公正党）         | 12,585 | 33.22% | 39,168 | 12,549 | 73.01% |
| 2013 | 彭亨 P089 文冬 |        | 廖中莱（马华公会） | 25,947 | 50.25% |                            | 黄德（行动党）             | 25,568 | 49.51% | 52,627 | 379    | 84.52% |
| 2018 | 彭亨 P089 文冬 |        | 廖中莱（马华公会） | 23,684 | 42.98% |                            | 黄德（行动党）             | 25,716 | 46.67% | 55,106 | 2,032  | 83.40% |
| 2018 | 彭亨 P089 文冬 |        | 廖中莱（马华公会） | 23,684 | 42.98% | 峇拉苏巴马廉（伊党）       | 5,706                      | 10.35% |        | 55,106 | 2,032  | 83.40% |
| 2022 | 彭亨 P089 文冬 |        | 廖中莱（马华公会） | 24,383 | 36.58% |                            | 雪芙菈·奥斯曼（行动党)     | 25,075 | 37.62% | 66,657 | 692    | 76.57% |
| 2022 | 彭亨 P089 文冬 |        | 廖中莱（马华公会） | 24,383 | 36.58% | 罗斯兰·哈山（土著团结党）  | 16,233                     | 24.35% |        | 66,657 | 692    | 76.57% |
| 2022 | 彭亨 P089 文冬 |        | 廖中莱（马华公会） | 24,383 | 36.58% | 黄德（独立人士）           | 798                        | 1.20%  |        | 66,657 | 692    | 76.57% |
| 2022 | 彭亨 P089 文冬 |        | 廖中莱（马华公会） | 24,383 | 36.58% | 卡里尔阿都哈密（独立人士） | 168                        | 0.25%  |        | 66,657 | 692    | 76.57% |